# Jungfrufjärden
Jungfrufjärden är en fjärd i Stockholms skärgård som sträcker sig från Edesön utanför Dalarö i väster till Mörtö-Bunsö i öster. I söder begränsas den av Ornö och Kymmendö och i norr skiljs den från Nämdöfjärden av öarna Stora och Lilla Husarn samt Rögrund.
Landsortsleden passerar över Jungfrufjärden där den rundar fyren Fjärdhällan.